# Conus bartschi
Conus bartschi é uma espécie de gastrópode do gênero Conus, pertencente à família Conidae.